# Orsara Bormida
Orsara Bormida é uma comuna italiana da região do Piemonte, província de Alexandria, com cerca de 420 habitantes. Estende-se por uma área de 5,14 km², tendo uma densidade populacional de 82 hab/km². Faz fronteira com Montaldo Bormida, Morsasco, Rivalta Bormida, Strevi, Trisobbio.

## Demografia
| Variação demográfica do município entre 1861 e 2011                               |
|                                                                                   |
| Fonte: Istituto Nazionale di Statistica (ISTAT) - Elaboração gráfica da Wikipedia |